# Sokol, Sliven
Sokol (în bulgară Сокол) este un sat în comuna Nova Zagora, regiunea Sliven,  Bulgaria. 

## Demografie
Componența etnică a satului Sokol
     Nicio identificare (8,74%)
     Bulgari (89,07%)
     Romi (2,18%)
     Turci (0%)
La recensământul din 2011, populația satului Sokol era de 183 locuitori. Din punct de vedere etnic, majoritatea locuitorilor (89,07%) erau bulgari, cu o minoritate de romi (2,18%). Pentru 8,74% din locuitori nu este cunoscută apartenența etnică.